# 호텔 첼시

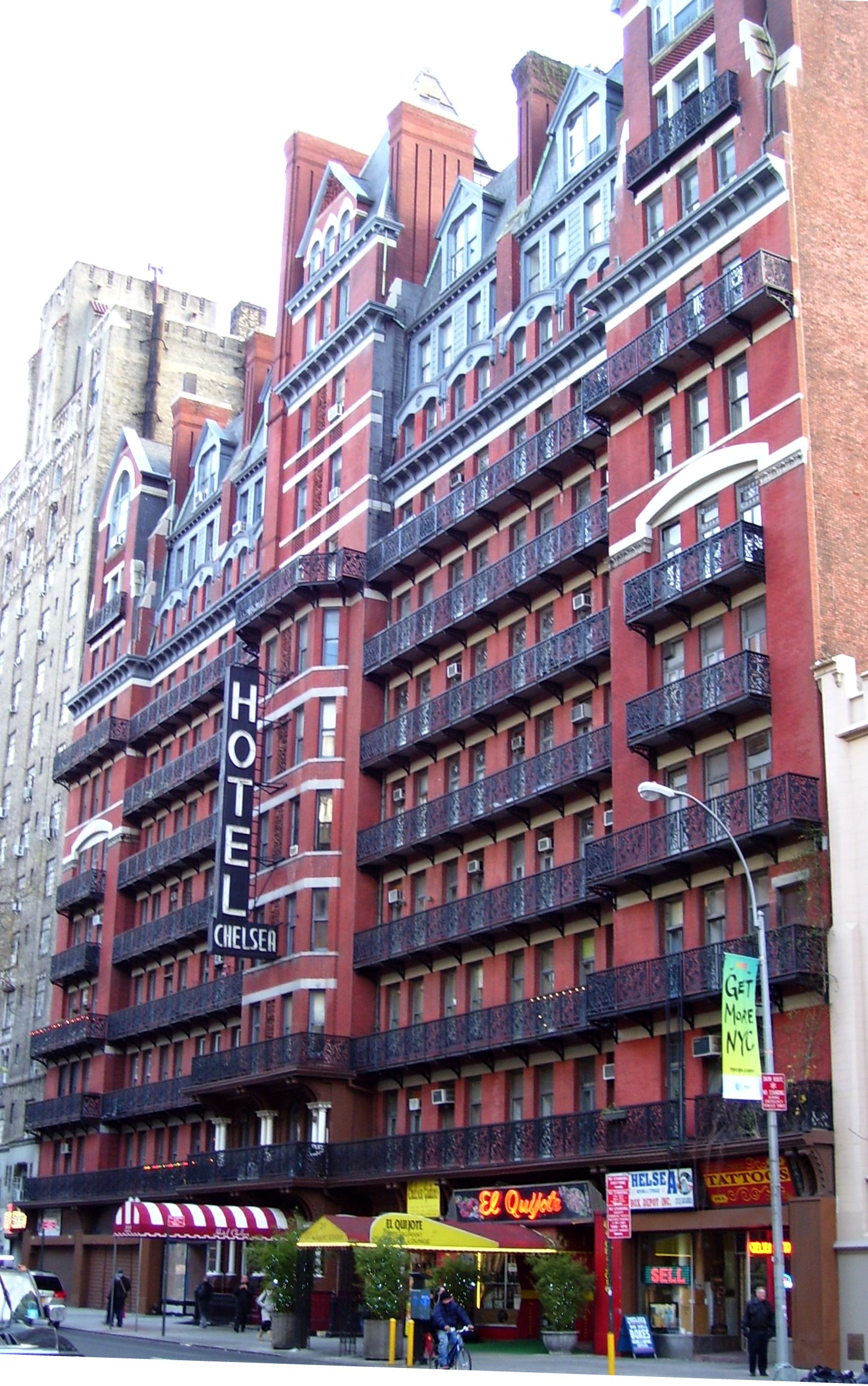
호텔 첼시

호텔 첼시(Hotel Chelsea)는 뉴욕 첼시에 위치한 호텔이다. 펜트하우스를 개조하여 1905년 오픈하였다. 수많은 유명인사들이 이 호텔에 머물렀다.